# Lebbeus polyacanthus
Lebbeus polyacanthus is een garnalensoort uit de familie van de Hippolytidae. De wetenschappelijke naam van de soort is voor het eerst geldig gepubliceerd in 2004 door Komai, Hayashi & Kohtsuka.